# Dalbergia melanoxylon
Dalbergia melanoxylon Guill. & Perr., noto anche come mpingo, è un albero appartenente alla famiglia delle Fabacee, diffuso nell'Africa subsahariana.

## Descrizione
Il tronco può raggiungere i 15 metri di altezza. Sui rami sono presenti delle spine legnose.
I fiori sono bianchi e i frutti contengono uno o due semi.

## Distribuzione e habitat
La specie è presente in numerosi paesi dell'Africa subsahariana tra cui Angola, Botswana, Burkina Faso, Camerun, Ciad, Congo, Costa d'avorio, Etiopia, Kenya, Malawi, Mali, Mozambico, Namibia, Nigeria, Senegal, Sudafrica, Sudan, Tanzania, Uganda, Zambia e Zimbabwe.

## Conservazione
La Lista rossa IUCN classifica Dalbergia melanoxylon come specie prossima alla minaccia di estinzione (Near Threatened).

## Usi
Il legno, estremamente costoso, di colore dal rosso scuro al nero, viene utilizzato largamente nella costruzione di strumenti musicali per via della sua durezza, della superficie liscia e dell'elevata resistenza all'umidità. I portoghesi furono i primi a usarlo per costruire strumenti musicali a fiato.